# JavaScript Object Signing and Encryption
Pour les articles homonymes, voir JOSE.
JavaScript Object Signing and Encryption (JOSE) est un groupe de travail qui a développé plusieurs spécifications liées à la sécurité informatique et à la JavaScript Object Notation (JSON) comme
- JSON Web Signature (JWS), une norme (RFC 7515[1]) pour la signature numérique de données arbitraires ;
- JSON Web Encryption (JWE), une norme de l'IETF qui fournit une syntaxe standardisée pour l'échange de données cryptées ;
- JSON Web Token (JWT), une norme (RFC 7519[2]) qui permet l'échange sécurisé de jetons d'authentification (tokens) entre plusieurs parties.

JOSE désigne aussi la suite de protocoles développés par ce groupe.